# 클로드 를루슈
클로드 를루슈(프랑스어: Claude Lelouch, 1937년 10월 30일~ )는 프랑스의 영화 감독, 각본가, 촬영 기사, 배우, 영화 제작자이다.
파리 출생으로, 13세로 단편영화를 만든 신동이다. 알제리 전쟁영화반에 들어가기도 하였고, 800편의 단편을 촬영했다. 첫 번째로 제작한 장편 영화는1960년의 《인간 고유의 것》이다. 1965년 제작한 《남과 여》는 1966년도 칸 영화제에서 황금종려상을 수상하였고, 1981년의 뮤지컬 영화 《사랑과 슬픔의 볼레로》는 명작으로 널리 인정받았다.
클로드 를루슈는 즉흥적인 대화에 기반하여 영화를 만드는 것으로 알려져 있으며, 그의 영화는 멜로드라마틱한 제재를 색채와 음악, 예각적(銳角的)인 화면구성으로 독특한 영상의 세계를 형성하였다고 평가받는다.

## 연출 작품
- 남과 여 (Un homme et une femme, 1966)
- 파리의 정사 (Vivre pour vivre, 1967)
- 사랑과 슬픔의 볼레로 (Les Uns et les Autres, 1981)
- Chacun sa vie (2017)